# Квинт Клелий Сикул (консул)
Вижте пояснителната страница за други личности с името Квинт Клелий Сикул.
Квинт Клелий Сикул (на латински: Quintus Cloelius Siculus) e римски политик през ранната Римска република.

## Биография
Произлиза от патрицииската фамилия Клелии, дошла в Рим от Алба Лонга.
През 498 пр.н.е. той e консул заедно с Тит Ларций Флав. Сикул произвежда колегата си за първия диктатор и е подгенерал при него.